# Gran Premio Telmex/Tecate 2004
Gran Premio Telmex/Tecate 2004 var den fjortonde och sista deltävlingen i Champ Car 2004. Racet kördes den 7 november på Autódromo Hermanos Rodríguez i Mexico City. Fokus inför tävlingen låg på avgörandet i kampen om titeln. Newman/Haas Racings duo Sébastien Bourdais och Bruno Junqueira var de två som hade chansen, och även om Bourdais hade övertaget, så räckte det med att han gjorde ett misstag för att Junqueira skulle kunna ta hand om titeln. Bourdais höll dock ihop både sin körning, samt var snabbare än Junqueira, och titeln var hans efter att ha dominerat hela helgen. Junqueiras andraplats hjälpte inte, medan A.J. Allmendinger avslutade sin säsong med en tredjeplats.

## Slutresultat
| Plats | Förare              | Team                | Grid | Kvaltid  |
| ----- | ------------------- | ------------------- | ---- | -------- |
| 1     | Sébastien Bourdais  | Newman/Haas Racing  | 1    | 1.25,919 |
| 2     | Bruno Junqueira     | Newman/Haas Racing  | 2    | 1.26,545 |
| 3     | A.J. Allmendinger   | RuSPORT             | 7    | 1.27,205 |
| 4     | Justin Wilson       | Conquest Racing     | 3    | 1.27,016 |
| 5     | Jimmy Vasser        | PKV Racing          | 4    | 1.27,038 |
| 6     | Patrick Carpentier  | Forsythe Racing     | 8    | 1.27,338 |
| 7     | Oriol Servià        | Dale Coyne Racing   | 5    | 1.27,114 |
| 8     | Mario Domínguez     | Herdez Competition  | 15   | 1.27,892 |
| 9     | Michel Jourdain Jr. | RuSPORT             | 10   | 1.27,537 |
| 10    | Paul Tracy          | Forsythe Racing     | 6    | 1.27,172 |
| 11    | Alex Tagliani       | Rocketsports Racing | 13   | 1.27,841 |
| 12    | Roberto González    | PKV Racing          | 11   | 1.27,610 |
| 13    | Rodolfo Lavín       | Forsythe Racing     | 14   | 1.27,886 |
| 14    | Michael Valiante    | Walker Racing       | 12   | 1.27,642 |
| 15    | Mario Haberfeld     | Walker Racing       | 17   | 1.28,200 |
| 16    | Nelson Philippe     | Conquest Racing     | 19   | 1.29,059 |
| 17    | Guy Smith           | Rocketsports Racing | 18   | 1.28,804 |
| 18    | Tarso Marques       | Dale Coyne Racing   | 16   | 1.27,976 |
| 19    | Ryan Hunter-Reay    | Herdez Competition  | 9    | 1.27,432 |